# 해방촌

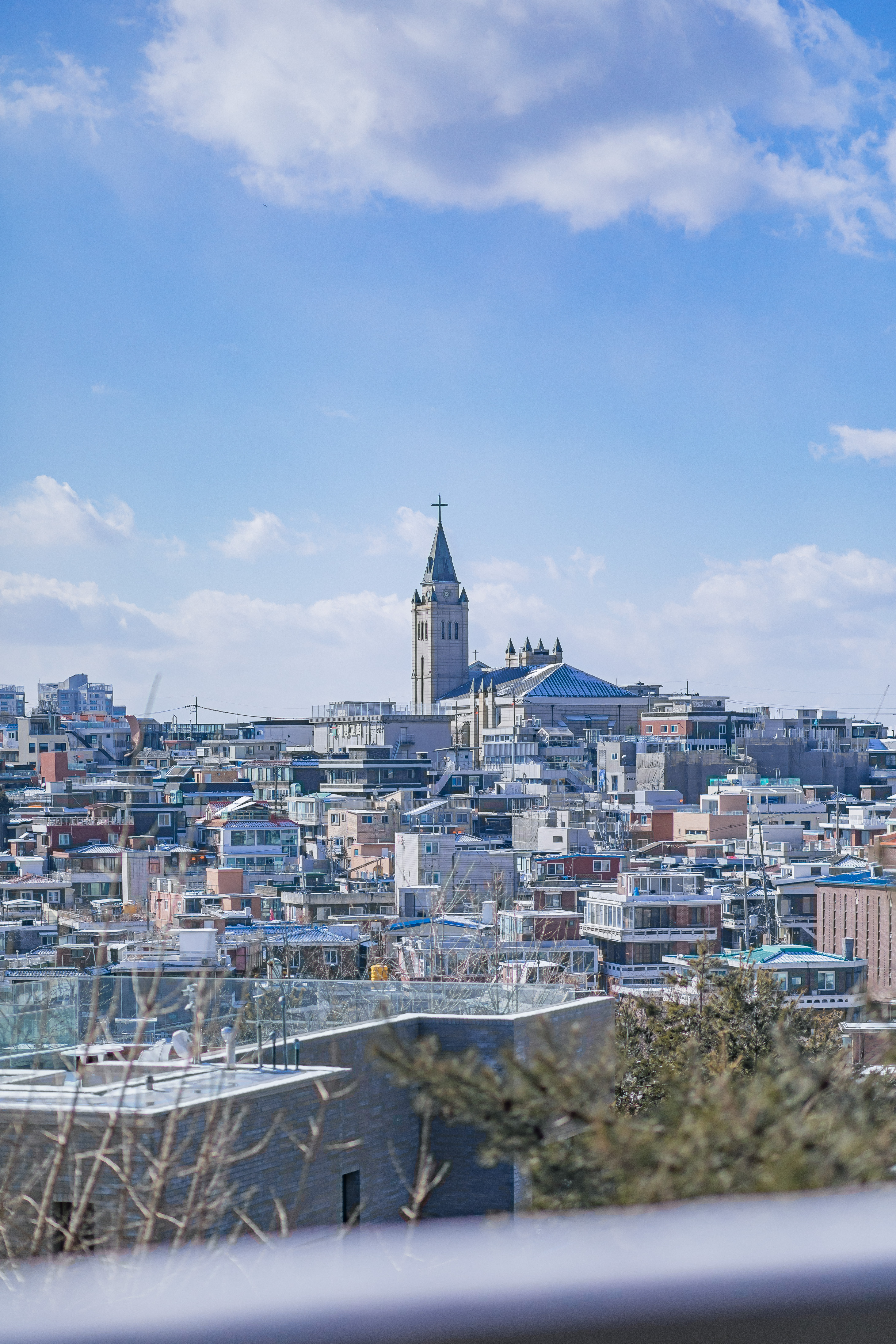
2025년 2월

해방촌(解放村, 영어: Haebangchon)은 대한민국 서울특별시 용산구 용산2가동의 대부분과 용산1가동의 일부가 포함되는 지역으로 용산고등학교의 동쪽, 남산타워의 남쪽, 곧 남산 밑의 언덕에 형성된 마을이다. 1945년 광복과 함께 해외에서 돌아온 사람들과 북쪽에서 월남한 사람들, 그리고 한국전쟁으로 인해 피난을 온 사람들이 정착하게 되어 해방촌이라 불리게 되었다. 해방촌 밑으로는 남산 2, 3호 터널이 지난다.
소설 오발탄의 배경으로 유명하다.

## 역사
해방촌 지역은 일제강점기 당시 일본군 제20사단의 사격장으로 사용되었었다가 해방 후 미군정청이 그 지역을 접수하기는 했지만 통제력이 미치지 못하여 실향민의 차지가 되었다. 북쪽에서 내려온 월남 실향민들은 먼저 한 때 육군형무소로 사용하다가 지금은 미국관사로 사용하고 있는 일본군 육군관사 건물을 차지했다. 미군정청이 이들을 퇴거시키자 그 위쪽의 사격장에 움막을 짓고 살기 시작하였다.